# Künstlicher Gletscher
Künstliche Gletscher werden im Nordwesten Indiens als Wasserspeicher eingesetzt. Die Technik setzt ein System von Rohren und Dämmen ein und wurde 1987 von Chewang Norphel, einem ehemaligen Ingenieur, während seiner Mitarbeit am Leh Nutrition Project in Ladakh entwickelt. Für die Entwicklung dieser Methode wurde Norphel 1999 mit dem Asian Innovation Award der Zeitschrift Far Eastern Economic Review und 2007 mit dem Silver Award der Harmony for Silvers Foundation ausgezeichnet.

## Hintergrund
Die Bergbewohner im Grenzgebiet von Indien zu Pakistan und China stehen wie viele Bewohner von Hochgebirgen vor dem Problem, dass in den Bergen der Niederschlag in den Höhen stattfindet, während die Täler trocken bleiben. Im Winter fällt die Temperatur unter −30 °C und die jährliche Niederschlagsmenge beträgt etwa 50 mm. Im Frühjahr und Sommer – also zur Zeit der Saat von Weizen, Hafer und Erbsen – fällt kaum Regen und die Täler werden dann alleine durch das Schmelzwasser aus den Höhenlagen versorgt. Seit einigen Jahren schwinden jedoch die Gletscher und die Angst der Bergbewohner vor einer Dürre verschärft sich.
Gibt es kein Reservoir, aus dem das Schmelzwasser gespeist werden kann, bleiben die Täler trocken und die Landwirtschaft leidet. Gletscher könnten somit ein wichtiges Element für eine erfolgreiche lokale Landwirtschaft bilden, wenn sie leichter zugänglich und nutzbar wären. Norphel, der lange als Ingenieur im Grenzgebiet in der Bewässerungswirtschaft tätig war und Kanäle und Wasserreservoirs baute, kam auf die Idee, das jährlich anfallende Schmelzwasser in der Form von Eis zu speichern. Seine Arbeit wurde in einem Dokumentarfilm von Syed Fayaz Rizvi mit dem Titel A Degree of Concern festgehalten, der 2006 in New Delhi beim World Environment Day gezeigt wurde.

## Anlegen eines künstlichen Gletschers
Zunächst werden auf der Nordseite des zu bewässernden Tales in etwa 4500 m Höhe oberhalb der Dörfer kleine Steindämme aufgeschichtet. Kanäle und Rohre leiten Bach- und Schmelzwasser dorthin und sammeln es in flachen Teichen, in denen das Wasser gefriert. Nach einigen Wochen wiederholten Aufleitens von Wasser auf die bereits erzeugten Eiskörper hat sich ein langer, schmaler Eiskörper gebildet. Die Bezeichnung „künstlicher Gletscher“ soll allerdings nach der Aussage einheimischer Geologen nicht verwendet werden, da es sich eher um einen Eiskörper handelt, der nicht die Eigenschaften eines Gletschers aufweist.
Der größte so erzeugte „Gletscher“ stellt die Bewässerung für die Ortschaft Phuktsey (700 Einwohner). Er ist etwa 300 m lang, 50 m breit und besitzt eine Dicke von etwa 1,2 m. Bisher wurden sieben solcher Bewässerungssysteme gebaut. Die Durchführung eines solchen Projekts kostet etwa 7000 Dollar.

## Bewertung
Die wissenschaftliche Bewertung der künstlichen Gletscher steht noch aus (Stand 2008), da sie erst seit kurzem erforscht werden. Anerkannt wird aber der Nutzen, den ein solches Projekt der Gemeinschaft als verbindendes Element bringt. Die Einheimischen sind von ihren Gletschern überzeugt, wie auch einige Nichtregierungsorganisationen, so z. B. das Aga Khan Development Network mit dem „Aga Khan Rural Support Programme“. Sie geben Geld, um die Technik des Gletscheranlegens zu verbreiten und neue Gletscher anzulegen. Seit 2006 haben sich jedoch Probleme bei der Finanzierung weiterer Projekte ergeben, nicht zuletzt wegen der Abgelegenheit der Pilotprojekte, und einige der bereits gebauten Systeme sind durch Misswirtschaft bereits wieder zerfallen.

## Berichte über andere Methoden

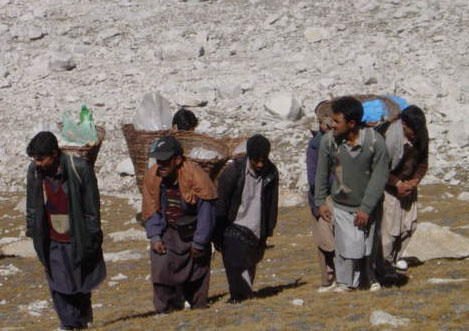
Mühevoller Transport der ersten Eisbrocken zum künftigen Gletscher

Nach einem Bericht des New Scientist ist die Methode schon wesentlich älter und wurde von den Einwohnern der Bergregionen selbst entwickelt. Nach dem Bericht soll die Technik mindestens seit 1812 angewandt werden, schriftliche Hinweise existierten aber erst seit etwa 1920 durch David Lockhart Robertson Lorimer.
Der Erfolg eines künstlichen Gletschers hängt demnach zunächst von der Wahl eines richtigen Standortes ab. Ein solcher Standort sollte zwischen 4000 und 5000 m Höhe liegen. Eine leicht schräge Fläche nordwestlicher Ausrichtung, mit zahlreichen Steinen von ca. 25 cm Durchmesser und von steilen Felswänden umgeben, hat genügend Schatten. Nimmt man zu große oder zu kleine Steine kann der Wind nicht richtig zirkulieren, um weitere Feuchtigkeit abzulagern.
Es kann sich dort nun „männliches Eis“ zwischen den Felsen bilden. Sollten z. B. nicht genügend geeignete Steine vorhanden sein, müssen diese herangeschafft werden.
Die Gletscherbauer unterscheiden zwei Sorten von Gletschereis: die „männliche“ und die „weibliche“. Ein Gletscher muss beide Sorten beinhalten.
- „Männliches Eis“ hat zahlreiche Verunreinigungen durch Steine und Erde. Es bewegt sich kaum oder gar nicht.
- „Weibliches Eis“ hat wenige Verunreinigungen und erscheint dadurch weißer. Es bewegt sich schnell.

Hinweis: Es gibt Unterschiede in der Definition von „männlichem“ und „weiblichem“ Eis. So wird auch das männliche als das weiße Eis ohne Verunreinigungen definiert. Wichtig ist, dass beide Varianten vorhanden sind.

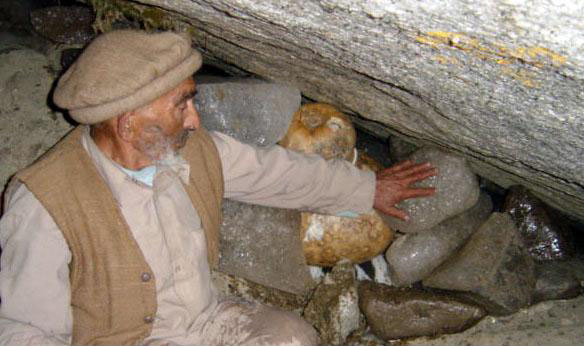
Anlegen eines künstlichen Gletschers. Man sieht die Eisbrocken und die Kalebassen mit dem Wasser

Das „männliche Eis“ wird mit einer Schicht „weiblichen Eises“ bedeckt. Dazu müssen aus der Umgebung etliche Kilogramm weißes Eis herangeschafft werden. Das Eis wird nun locker aufgeschichtet. Als Bindemittel werden Behälter mit Wasser zwischen die Eisbrocken gelegt. Sie brechen beim Gefrieren auf und verbinden so die Brocken. Anschließend wird der gesamte Aufbau isoliert, um ein vorzeitiges Schmelzen zu vermeiden. Dazu wird in der Regel eine Schicht aus Holzkohle, Lumpen etc. auf das Eis gelegt.
Das geschaffene Werk muss nun etwa vier Winter unberührt gelassen werden, damit sich Steine der umliegenden Berge und vor allem Schnee und Eis auf dem künstlichen Gletscher sammeln. Anschließend sollte die Masse groß genug sein, um aufgrund des Eigengewichts langsam den Hang hinunter zu gleiten. Hier ist die gewählte Hangneigung entscheidend. Ein solcher Gletscher kann mehrere hundert Meter lang werden.